# Комендант Птичьего острова
Комендант Птичьего острова — советский художественный фильм, поставленный на киностудии «Союздетфильм» в 1939 году режиссёром Василием Прониным по одноимённому рассказу Сергея Диковского.
Премьера фильма состоялась 13 августа 1939 года.

## Сюжет
Пограничный катер «Смелый» задерживает у берегов Камчатки шхуну, на которой под видом рыбаков находятся японские шпионы, и берёт её на буксир, оставив для наблюдения матроса Косицына. Разыгрывается сильный шторм, японцы обрубают буксирные канаты. Шхуну выбрасывает на камни у берега. Краснофлотец Косицын и задержанные достигают безлюдного островка. На Косицына выпадает труднейшая задача: в условиях необитаемого острова, он вынужден без сна и отдыха, без еды и питья стеречь от побега семерых японских шпионов. Без надежды на спасение он, тем не менее, выполняет долг советского пограничника.

## В ролях
- Леонид Кмит — Косицын
- Николай Дорохин — командир пограничного катера
- Николай Горлов — лейтенант пограничного катера
- Михаил Трояновский — капитан японской шхуны
- Лев Потёмкин — шкипер японской шхуны
- Алексей Консовский — радист
- Пётр Савин — краснофлотец
- Александр Гречаный — краснофлотец

## Съёмочная группа
- Сценарист: Сергей Диковский
- Режиссёр-постановщик: Василий Пронин
- Художник-постановщик: Феликс Богуславский
- Оператор: Марк Магидсон
- Композитор: Вано Мурадели